# Omicidi a Sandhamn
Omicidi a Sandhamn  (in svedese Morden i Sandhamn) è una serie televisiva svedese prodotta dal 2010 dalla Filmlance International AB e basata su una serie di romanzi della scrittrice Viveca Sten. Interpreti principali sono Jakob Cedergren, Alexandra Rapaport e Jonas Malmsjö.
La serie si compone di 29 episodi che in Svezia sono raccolti in 9 stagioni (3 episodi di 45' per ognuna delle prime 5 stagioni, 4 episodi di 90' per la sesta e la settima, 3 episodi per l'ottava). 
In Italia invece i medesimi episodi sono raccolti in 16 stagioni: 3 episodi di 45' per ognuna delle prime 5 stagioni e poi un episodio di 90' per ognuna delle seguenti 11 stagioni. 
In Svezia, la serie è stata realizzata e trasmessa dall'emittente TV4 a partire dal 21 dicembre 2010.
In Italia, la serie viene trasmessa sul canale Giallo dal 5 settembre 2014 ed è disponibile fino alla stagione 6 (la 9 in Italia) su Amazon Prime.
Il 19 agosto 2020 è stata confermata la registrazione della stagione 8 (che corrisponde alle stagioni 14-15-16 in Italia). Il primo episodio della nuova stagione è andato in onda sul canale Giallo il 30 novembre 2022.
È stata realizzata anche la stagione 9, che comprende 3 episodi e che corrisponde in Italia alle stagioni 17-18-19. Il primo episodio della nuova stagione è andato in onda sul canale Giallo l'11 gennaio 2023.
La stagione 10 è andata in onda in Italia, sempre sul canale Giallo, a partire dal 7 gennaio 2025.

## Trama
Protagonista della serie è l'ispettore Thomas Andreasson, tornato nella località natale di Sandhamn (un'isola dell'arcipelago di Stoccolma), per indagare su un caso di omicidio. A Sandhamn, Andreasson rivede una sua vecchia compagna di scuola, Nora Linde, ora sposata con figli. L'ispettore decide di riaprire e ristrutturare la casa nell'isola di Harö. Nella seconda stagione Nora divorzia e nella terza e nella quarta fa nuove conoscenze, ma comunque non si rifidanza. Thomas nella terza stagione incontra la sua ex moglie Pernilla, nella quarta ritorna a vivere con lei ad Harö e nella quinta hanno una bimba.
Thomas e la sua collega Carina, nella prima stagione, cercano di scoprire la verità che si cela dietro il ritrovamento in mare del cadavere di un uomo impigliato in una rete da pesca. Nella seconda stagione Thomas e Mia devono far luce su un omicidio avvenuto durante la regata annuale del circolo nautico reale, nella terza viene trovato un braccio di una ragazza nei boschi di Sandhamn e poi avviene il rapimento della migliore amica della vittima. Durante la quarta stagione la polizia indaga sul presunto suicidio di uno studente di psicologia e sugli omicidi di alcuni ex membri dell'esercito svedese. Nella quinta stagione, il detective dovrà investigare sull'omicidio di un ragazzo che era andato nell'isola con gli amici per festeggiare la notte di mezza estate. Nella sesta stagione una nuova villa viene costruita sull'isola, scatenando dissidi ed omicidi/suicidi. Nella settima stagione un campo estivo in cui scompare un ragazzo diviene teatro di molteplici colpi di scena. Nella ottava stagione il maltrattamento di una ragazza con il figlio appena nato porta a inaspettati colpi di scena con coinvolti Nora e Thomas. Nella nona stagione il rapimento della figlia di una ricca signora del luogo si intreccia con una storia di contrabbando di alcool nella quale rimarrà coinvolta Mia.
A partire dalla decima stagione (la settima in Svezia) compare un nuovo detective, Alexander Forsman di origini norvegesi, che fa coppia con la detective Miriam. Il loro capo è Bengt-Olof Stenmark.

## Episodi
| Stagione         | Episodi | Prima TV Svezia | Prima TV Italia |
| ---------------- | ------- | --------------- | --------------- |
| Prima stagione   | 3       | 2010            | 2014            |
| Seconda stagione | 3       | 2012            | 2014            |
| Terza stagione   | 3       | 2013            | 2013            |
| Quarta stagione  | 3       | 2014            | 2015            |
| Quinta stagione  | 3       | 2015            | 2016            |
| Sesta stagione   | 4       | 2018            | 2018            |
| Settima stagione | 4       | 2020            | 2020            |
| Ottava stagione  | 3       | 2022            | 2022            |
| Nona stagione    | 3       | 2023            | 2023            |
| Decima stagione  | 3       | 2024            | 2025            |

## Personaggi e interpreti
La numerazione delle stagioni corrisponde a quella usata in Svezia.
- Ispettore Thomas Andresson (stagioni 1-6): interpretato da Jakob Cedergren, doppiato da Gianfranco Miranda. È un ispettore con un passato oscuro alle spalle: la figlia è morta nell'isola di Harö per causa della SIDS, il matrimonio con Pernilla non ha retto e da quel momento soffre di insonnia, che negli anni si è ridotta. Thomas non è più entrato nella casa di Harö per anni.
- Nora Linde (stagioni 1-10): interpretata da Alexandra Rapaport, doppiata da Federica De Bortoli (stagioni 1-9) e da Valentina Mari (stagione 10). È una ex compagna di scuola di Thomas e avvocato nell'ufficio legale di una grande banca e successivamente procuratore nell'unità crimini finanziari; passa le estati a Sandhamn e conosce l'isola e la sua storia a perfezione. È diabetica anche se dalla seconda stagione in poi questa circostanza non viene più evidenziata.
- Henrik Linde (stagioni 1-4, 6-9): interpretato da Jonas Malmsjö, doppiato da Massimiliano Manfredi. È il marito di Nora, sempre molto protettivo rispetto alla relazione tra Nora e il poliziotto. Nella terza stagione firmano le carte per il divorzio.
- Ispettrice Mia Holmgren (stagioni 2-6): interpretata da Sandra Andreis, doppiata da Ilaria Stagni. È la partner di Thomas nelle indagini sugli omicidi dalla seconda stagione. Ha una vita sessuale piuttosto varia e movimentata.
- Ispettrice Carina Persson (stagione 1, 2x02): interpretata da Sofia Pekkari, doppiata da Letizia Scifoni. È la partner di Thomas nelle indagini della prima stagione, nella seconda si scopre che è incinta.
- Commissaria Margit Grankvist (stagioni 1-6): interpretata da Anki Lidén, doppiata da Melina Martello. È la sovraintendente di Thomas, Carina e Mia; è una poliziotta dura e affrettata, ma non ha avuto problemi a proteggere Thomas prima che si riprendesse dalla perdita.
- Harald Linde (stagioni 1-3): interpretato da Lars Amble, doppiato da Ambrogio Colombo. È il padre di Henrik, è favorevole al divorzio.
- Monica Linde (stagioni 1-3, 5, 10): interpretata da Louise Edlind, doppiata da Lorenza Biella. È la madre di Henrik, è contraria al divorzio.
- Simon (stagioni 1-4, 6, 9): interpretato da Lion Mon H. Wallén, doppiato da Lorenzo d'Agata. È il figlio di Nora ed Henrik.
- Anna (stagioni 1-4, 6-7, 9): interpretata da Ping Mon H. Wallén, doppiato da Arianna Vignoli. È la figlia di Nora ed Henrik.
- Claire (stagioni 1-6): interpretata da Lotta Tejle. È la vicina di casa di Thomas ad Harö; ha uno strano modo di rovistare e prendere in prestito le cose.
- Pernilla (stagioni 3-6): interpretata da Ane Dahl Torp. È l'ex moglie di Thomas; nella quarta stagione tornano insieme.

- Alexander Forsman (stagioni 7-9), interpretato da Nicolai Cleve Broch. È un poliziotto di origini norvegesi.
- Bengt-Olof Stenmark (stagioni 7-9), interpretato da Gustaf Hammarsten: è il capo di Alexander e Miriam.
- Detective Miriam (stagioni 7-8), interpretata da Shirin Golchin: è la collega di Alexander.

## Opere correlate
- Le prime tre stagioni sono interamente basate sui romanzi di Viveca Sten.
- La prima stagione è basata sul ritrovamento di un cadavere a Sandhamn nel 2006.
- La quarta stagione è basata su un romanzo di Viveca Sten, ma rispetto al libro la trama è stata modificata.

## Luoghi delle riprese
La serie è girata a Sandhamn, centro principale di Sandö, una delle isole dell'arcipelago di Stoccolma, e nella città stessa. Tutte le riprese sono effettuate da TV4 e da Filmlance international AB.